# Rote Traun
Die Rote Traun ist der rechte Quellfluss der Traun in Oberbayern.

## Geographie

### Verlauf
Die Rote Traun nimmt ihren Anfang am Zusammenfluss von Großwaldbach und Falkenseebach im Ortsgebiet von Inzell ca. 690 m ü. NN. Immer begleitet von der Bundesstraße 306 hauptsächlich in nordwestlicher Richtung. Sie unterquert die A8 und vereinigt sich nördlich von Siegsdorf mit der Weißen Traun zur Traun.

### Zuflüsse
- Großwaldbach (rechter Oberlauf)
- Falkenseebach (linker Oberlauf)
- Sulzbach (links)
- Froschbach (links)
- Wiener Graben (links)
- Markgraben (rechts)
- Tauscher Graben (links)
- Kaßgraben (rechts)
- Dürrngraben (links)
- Riedelbach (rechts)
- Kohlgraben (rechts)
- Habach (links)
- Frauenstätter Bach (rechts)
- Moser Graben (rechts)
- Rettenbach (rechts)